# Equitable Building (Atlanta)
El Equitable Life Assurance Building es un edificio de oficinas de 32 pisos y 138 metros de altura en la ciudad de Atlanta, la más poblada del estado de Georgia (Estados Unidos). Está ubicado en 100 Peachtree Street en el vecindario Fairlie-Poplar en el Downtown. Un ejemplo típico de un rascacielos de estilo internacional, el edificio fue diseñado por el estudio de arquitectura Skidmore, Owings and Merrill, con sede en Chicago, y fue construido en 1968 en el sitio del antiguo Hotel Piedmont. La señalización "EQUITABLE" del edificio era una parte fácilmente reconocible del horizonte del centro de Atlanta, mientras que el acabado negro de la torre contrastaba con los edificios circundantes. La señalización se cambió a finales de 2018 para albergar ahora un tablero de señalización digital para los nuevos inquilinos principales. Se encuentra junto a los edificios Flatiron y Rhodes–Haverty. El sitio está delimitado al suroeste por Luckie Street, al noroeste por Forsyth Street, al noreste por Williams Street y al sureste por Peachtree Street. El espacio verde público y los asientos al aire libre de Woodruff Park se encuentran al otro lado de Peachtree Street hacia el sur. Es atendido por los trenes del Metro de Atlanta en la estación Peachtree Center, así como por el tranvía de Atlanta en las paradas Woodruff Park y Peachtree Center. En 2017, Georgia's Own Credit Union trasladó su sede al edificio.

## Propiedad

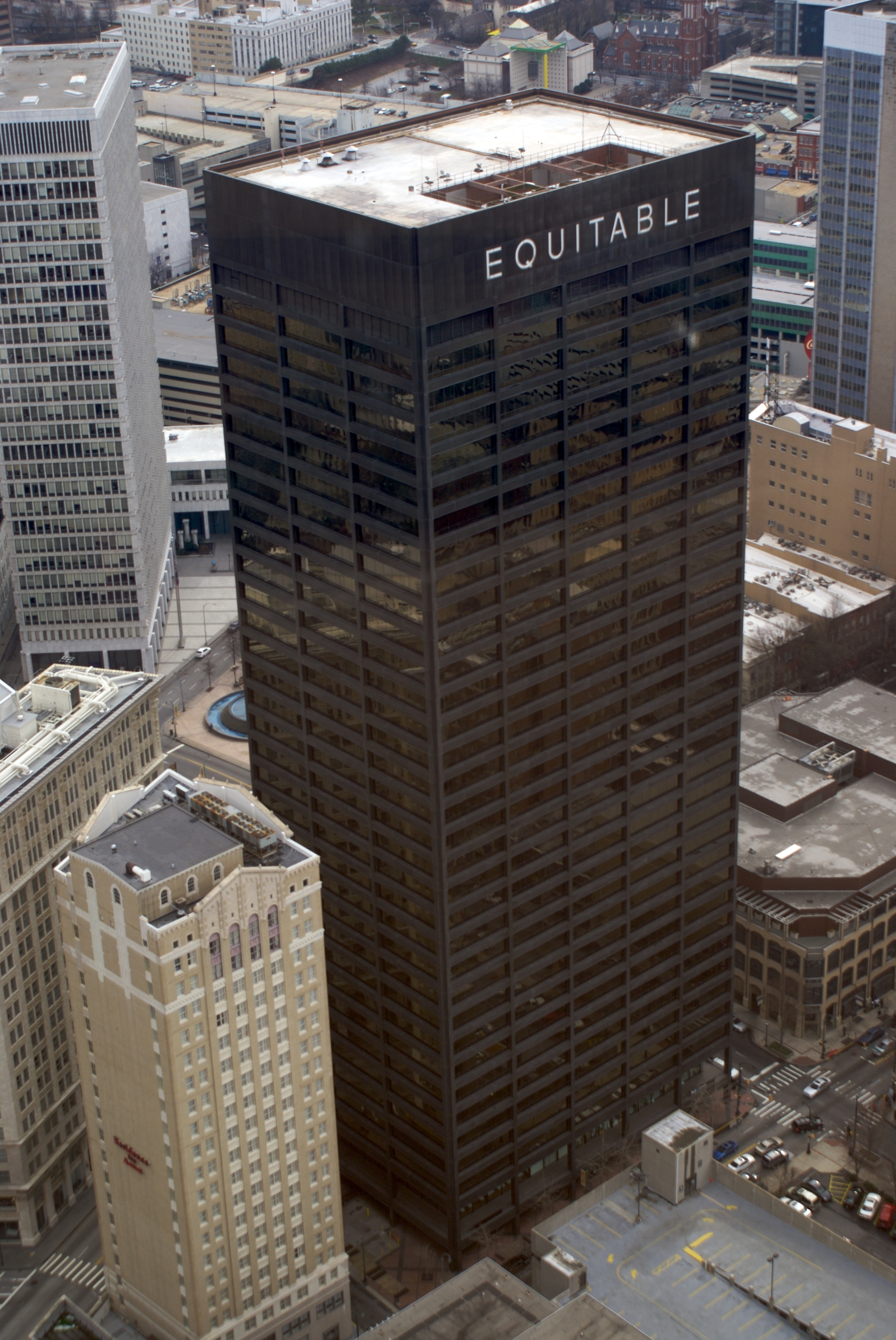
Vista desde el norte, con el Rhodes–Haverty Building en la parte inferior izquierda

Fue construido para Equitable Life Insurance Company en 1968, y la empresa mantuvo la propiedad del edificio desde 1968 hasta 1997, cuando se vendió a LaSalle Advisors, con sede en Chicago, por aproximadamente 36 millones de dólares. En 2007, fue comprada por Equastone 100 Peachtree LLC por 57 millones.
Debido a la Gran Recesión de finales de la década de 2000, el valor del edificio se redujo en más del 25 % y alcanzó un nivel de desocupación del 50 %. En abril de 2009, estaba en ejecución de hipoteca y se subastaría en mayo de ese año. Equastone debía 52 millones a Capmark Bank y, por lo tanto, estaba al revés en su hipoteca.
El 2 de junio de 2009 se puso a subasta en Atlanta. El único postor, 100 Peachtree Street Atlanta LLC, una filial de Capmark Bank, compró el edificio por 29,5 millones de dólares. A finales de enero de 2010 hubo informes de que la Universidad Estatal de Georgia estaba interesada en comprarlo y su plataforma de estacionamiento y en mayo de 2011 el Atlanta Journal Constitution informó que GSU estaba en negociaciones para comprarlo para albergar su J. Mack Robinson College of Business. Nunca se anunció públicamente ningún acuerdo. El 6 de julio de 2011, fue comprado por America's Capital Partners, con sede en Florida, por 19 millones.

## Incidentes
Hacia la medianoche del 27 de marzo de 1968, un incendio en el décimo piso sin terminar se movió hacia las plantas superiores, que eran solo vigas de acero en ese momento. El fuego se propagó al alimentarse del material de construcción de madera (particularmente las formas en las que se vertía el piso de concreto) y los fuertes vientos. El fuego se terminó a las 6 de la mañana siguiente. Los daños ascendieron a 1,6 millones de dólares.
El 14 de marzo de 2008, sufrió daños menores (principalmente ventanas rotas) cuando un tornado arrasó el centro de Atlanta. Este tornado es el único que ha golpeado el centro de la ciudad desde la fundación de la ciudad.